# 유성음
유성음(有聲音, 문화어: 청소리, 청있는소리, voiced consonant)은 조음할 때 성대(목청)의 울림을 수반하는 소리다. 

## 고전 음성학
허파에서 나온 호기가 후두(울대)를 통과할 때 2개의 성대를 접근시키면 성대가 주기적으로 울려 소위 목소리(음성)가 난다. 모음은 보통 유성음이고 자음 가운데 [b], [v], [d], [z], [ɡ], [m], [n], [l], [r] 등은 유성음이다. 
자음 체계에서 성대 울림을 수반하지 않는 무성음과 유성음의 대립 구조를 가진 언어가 많다. 그러나 한국어나 중국어는 무성음과 유성음의 차이로 뜻을 구별하는 언어가 아니다.

## 음향음성학
유성음으로 분류되는 자음군은 발성시작부터 성대진동시점 까지의 시간이 짧으며, 무성음은 이와 반대로 긴 차이가 있다.

## 같이 보기
- 무성음
- 유기음
- 무기음
- 긴장도 (tenseness)
- 경음과 연음 (fortis and lenis)